# St. Maria und St. Georg (Thalbürgel)

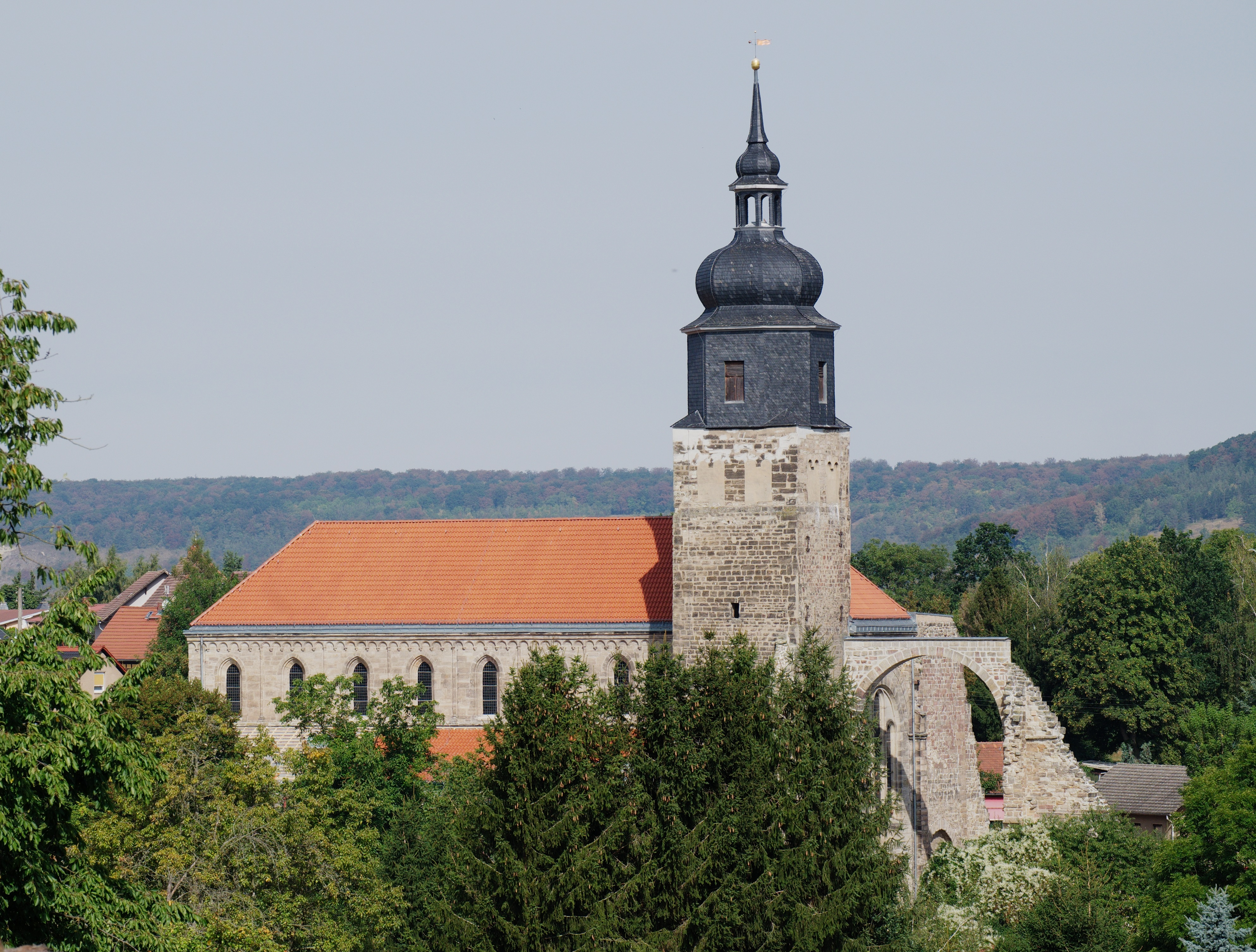
Klosterkirche St. Maria und St. Georg

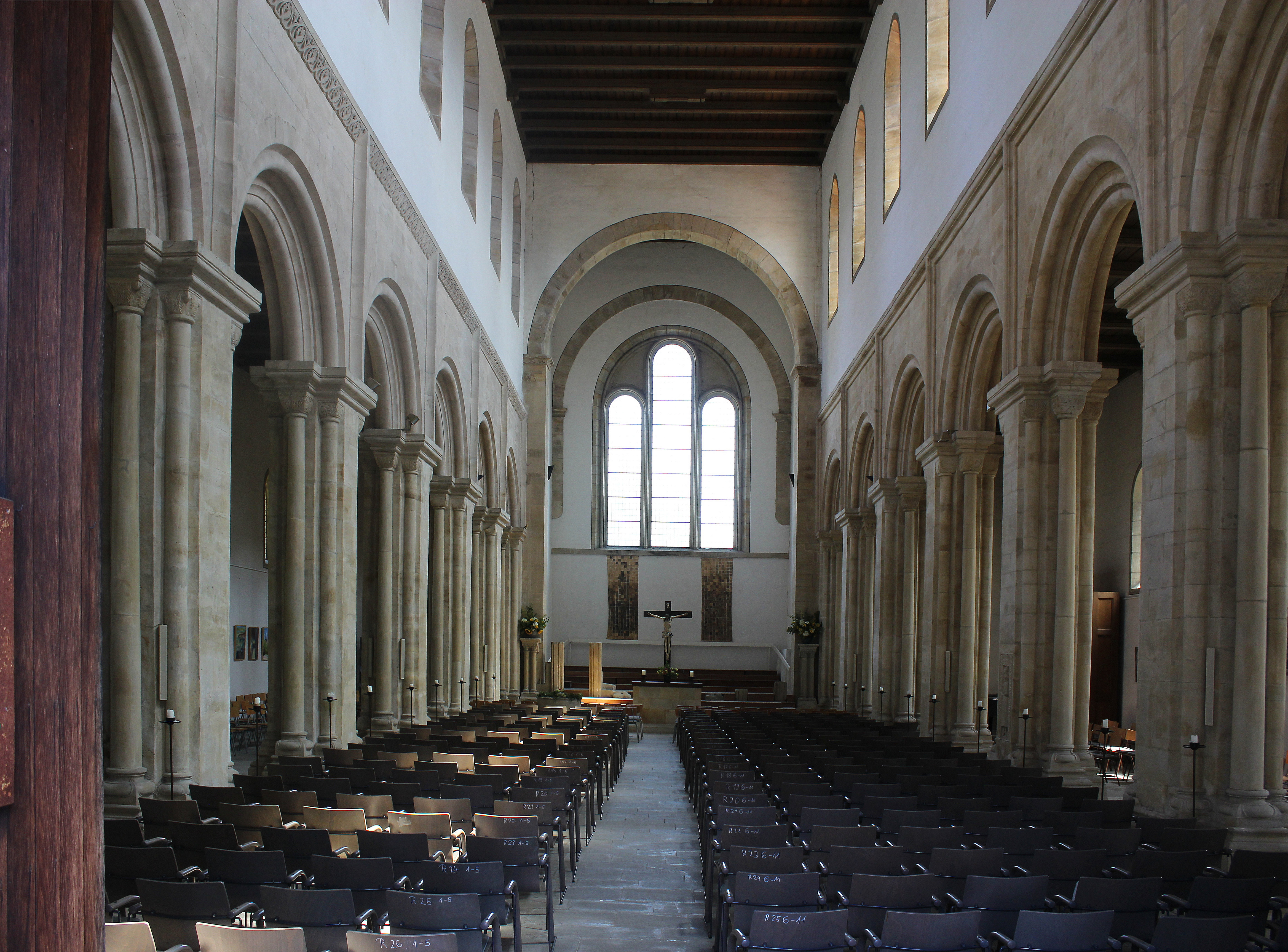
Innenansicht

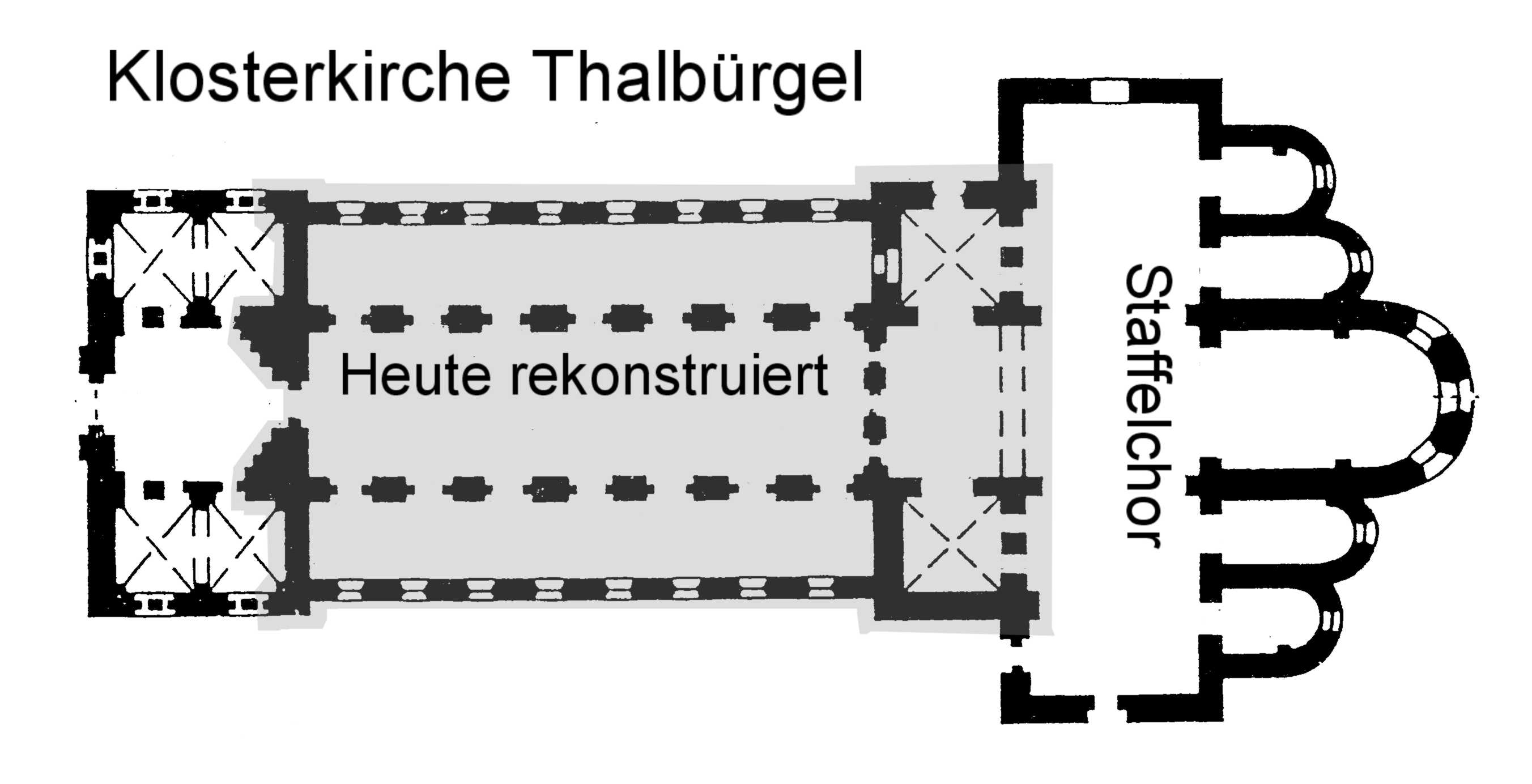
Grundriss mit Hirsauer Einfluss und Staffelchor

Die Kirche St. Maria und St. Georg steht in Thalbürgel im Saale-Holzland-Kreis in Thüringen.

## Lage
Die Kirche befindet sich inmitten von Überbleibseln des Klosters Bürgel, aus dem sich das Dorf Thalbürgel entwickelt hat, auf einer Anhöhe über der Gleise gegenüber dem Georgenberg bei dem Städtchen Bürgel.

## Architektur
Die romanische Kirche St. Maria und St. Georg (häufig noch als Klosterkirche Thalbürgel bezeichnet) zählt zu den bedeutenden sakralen Baudenkmälern Thüringens und enthält die Überreste des einzigen benediktinischen Staffelchors in Deutschland. Sie ist eine dreischiffige Pfeilerbasilika mit kreuzförmigem Grundriss, einer ebenfalls dreischiffigen, zweijochigen Vorhalle im Westen und zwei Türmen in den Winkeln zwischen westlicher Querhauswand und den Wänden des Mittelschiffs. Die Vorhalle, der Chor und das Querhaus sind jedoch zum großen Teil nur in Grundmauern und Resten des aufgehenden Mauerwerks erhalten.

## Veranstaltungen
Die Kirche bietet seit ihrer Instandsetzung in den Jahren 1964–1972 nicht nur Gottesdienste, sondern auch Kunstausstellungen und Kulturveranstaltungen. Weitere Details können im Artikel Kloster Bürgel eingesehen werden.